# Flecha Valona 1962
La Flecha Valona 1962 se disputó el 7 de mayo de 1962, y supuso la edición número 26 de la carrera. El ganador fue el belga Henri De Wolf. El también belga Pino Cerami y el alemán Hans Junkermann fueron segundo y tercero respectivamente.  

## Clasificación final
| Pos. | Ciclista             | Equipo                  | Tiempo   |
| ---- | -------------------- | ----------------------- | -------- |
| 1    | Henri De Wolf        | Gitane-Geminiani-Leroux | 5h41'28" |
| 2    | Pino Cerami          | Peugeot                 | a 2"     |
| 3    | Hans Junkermann      | Torpedo                 | a 3"     |
| 4    | Armand Desmet        | Flandria-Faema-Clement  | a 17"    |
| 5    | Martin Van Geneugden | Flandria-Faema-Clement  | a 19"    |
| 6    | Jean Forestier       | Gitane-Geminiani-Leroux | a 52"    |
| 7    | Rolf Wolfshohl       | Gitane-Geminiani-Leroux | a 1'02"  |
| 8    | Jo De Haan           | Gitane-Geminiani-Leroux | a 2'50"  |
| 9    | Piet Van Est         | Flandria-Faema-Clement  | a 2'52"  |
| 10   | Joseph Schils        | Mercier-Hutchinson-BP   | a 2'55"  |